# Gare de Brignoud
La gare de Brignoud est une gare ferroviaire française de la ligne de Grenoble à Montmélian, située sur le territoire de la commune de Villard-Bonnot, dans le département de l'Isère, en région Auvergne-Rhône-Alpes. Brignoud est l'un des trois bourgs qui forment la commune de Villard-Bonnot.
Elle est mise en service en 1864 par la Compagnie des chemins de fer de Paris à Lyon et à la Méditerranée (PLM). C'est une gare de la Société nationale des chemins de fer français (SNCF), desservie par des trains TER Auvergne-Rhône-Alpes.

## Situation ferroviaire
Établie à 229 mètres d'altitude, la gare de Brignoud est située au point kilométrique (PK) 20,029 de la ligne de Grenoble à Montmélian, entre les gares ouvertes de Lancey et de Goncelin. Elle est séparée de cette dernière par la gare aujourd'hui fermée de Tencin - Theys.

## Histoire
Le 15 septembre 1864, la ligne de Grenoble à Montmélian (50 km) est mise en service par le PLM. En 1920, les ateliers de réparations de wagons de Brignoud (AWB) sont créés pour réparer et entretenir les wagons du PLM. En 1935, le PLM dénonce sa convention avec les ateliers ce qui entraîne leur fermeture. Le 9 décembre 2007, l'horaire cadencé est mis en service par la Région Rhône-Alpes.

## Service des voyageurs

### Accueil
La gare est située Avenue Robert-Huant, 38190 Villard-Bonnot.

### Desserte

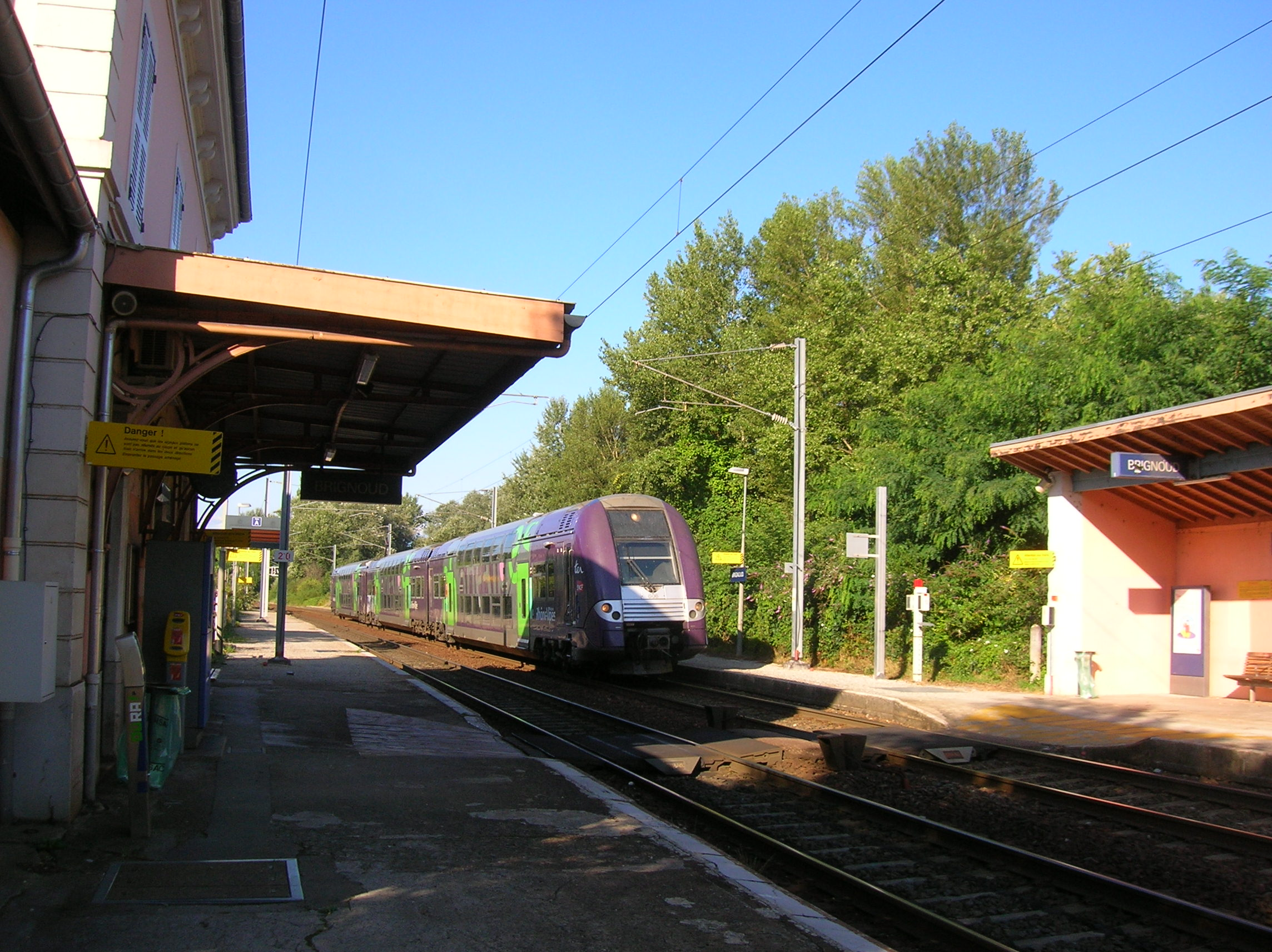
Z 23500 assurant un TER.

La gare de Brignoud est desservie par les trains TER Auvergne-Rhône-Alpes de la relation Chambéry - Grenoble - Saint-Marcellin et par quelques trains pour Valence-TGV et Valence-Ville. Tous ces trains desservent la Gare de Grenoble-Universités-Gières en donnant correspondance avec les tramways de la ligne B de Grenoble.

### Intermodalité

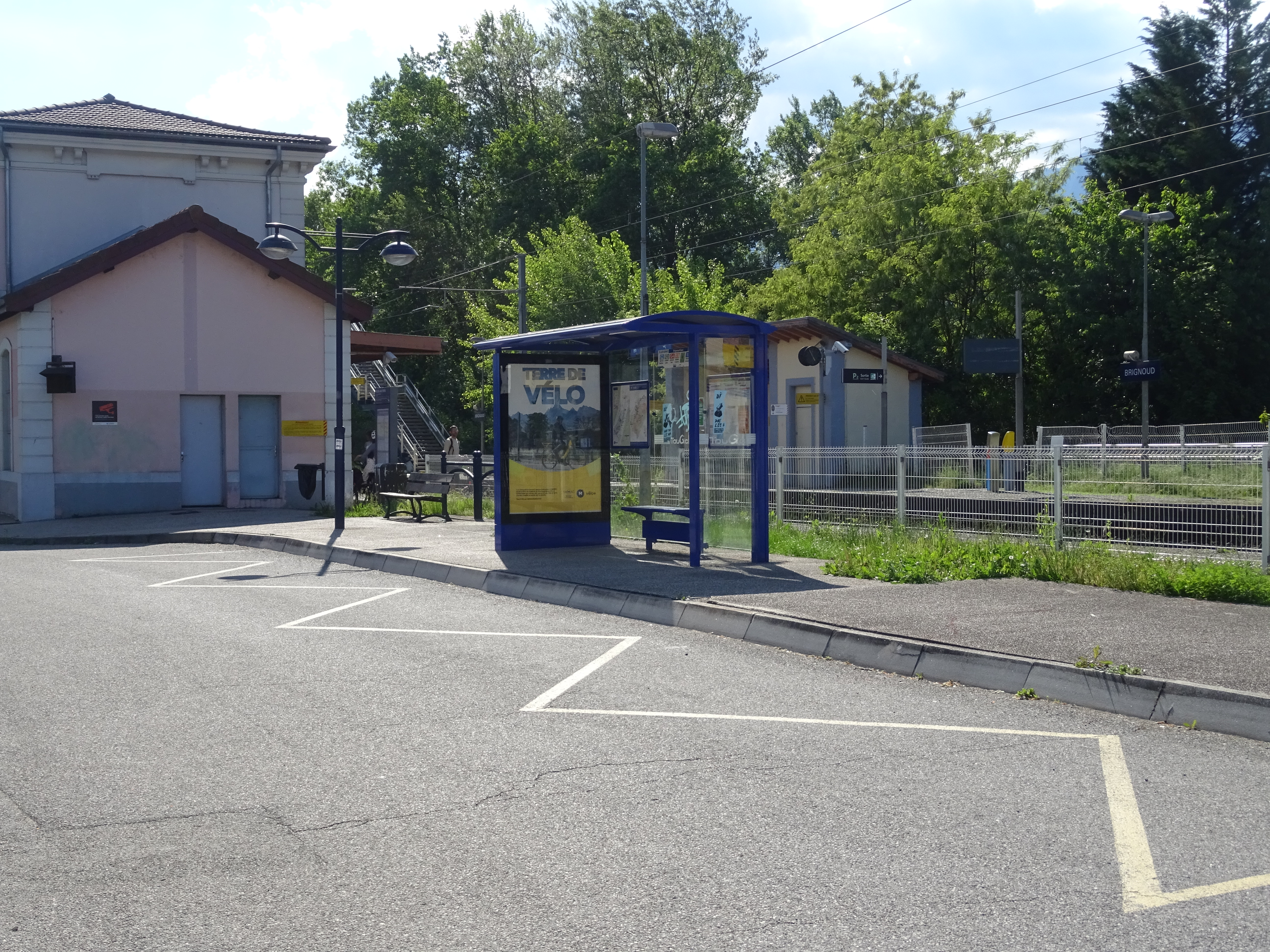
L'abri de l'arrêt de bus Brignoud Gare.

Il existe un parking voitures et une consigne à vélos devant la gare. La gare est desservie par la ligne X2 du réseau Cars Région Express par les lignes Nav'Pro B, G2, G3, G4, G6, les lignes estivales 102 et 407 et la ligne hivernale Ski 407 du réseau de bus TouGo.

## Service des marchandises
Cette gare a été fermée au trafic du fret le 3 novembre 2009.

## Projet
Il est prévu de construire une 3e voie en gare de Brignoud afin de prolonger certains trains Rives - Gare de Grenoble-Universités-Gières jusqu'à Brignoud en desservant Lancey.